# Noodlot (roman)
Noodlot is een naturalistische roman uit 1890 van de Nederlandse schrijver Louis Couperus. Het was Couperus' tweede roman, na Eline Vere.

## Het verhaal
De in Nederland geboren Frank Westhove heeft al op jonge leeftijd een succesvolle internationale carrière gemaakt als ingenieur. Hij is hierdoor erg rijk geworden en woont inmiddels in Londen, in de chique villa White Rose in Adelaïde Road. Op een koude winteravond ontmoet Frank vlak bij zijn woning een oude jeugdvriend, Robert van Maeren ("Bertie"). Bertie is het totaal anders vergaan in het leven dan Frank; na een mislukte studie is hij tot een zwerversbestaan vervallen. Uit barmhartigheid stemt Frank ermee in dat Bertie voorlopig bij hem intrekt en op zijn kosten leeft.
De twee kunnen goed met elkaar overweg. Frank besluit dat Bertie voorlopig bij hem mag blijven inwonen, hoewel Bertie zich intussen schuldig voelt dat hij op Franks kosten leeft. Bertie stelt eerst voor dat ze allebei teruggaan naar Berties rijke oom in Amsterdam. Uiteindelijk besluiten Frank en Bertie om samen voor enige tijd te emigreren naar het Noorse Trondheim.
In Ila ontmoet Frank het meisje Eve Rhodes, samen met haar vader, Sir Archibald. Frank wordt helemaal verliefd op Eve. Bertie is nu bang dat Frank hierdoor op den duur geen aandacht voor hem meer zal hebben. Hij zorgt dat de twee weer van elkaar gescheiden raken; eerst ziet Eve Frank met een ander meisje, waarna ze denkt dat hij niets meer voor haar voelt. Eve en Frank krijgen ruzie en het komt zelfs tot lichamelijk geweld; Eve houdt hieraan een litteken over aan haar pols. Frank schrijft drie brieven met spijtbetuigingen aan Eve en haar vader, die echter worden achtergehouden door William, de corrupte bediende van Sir Archibald. William is omgekocht door Bertie, nota bene van Franks eigen geld. Als Frank zodoende geen enkel antwoord van Eve op zijn brieven krijgt, wil hij eerst zelf naar haar toegaan. Bertie weet hem uiteindelijk hiervan te weerhouden.
In de jaren daarna reizen Frank en Bertie samen over de hele wereld omdat Frank geld moet blijven verdienen. Uiteindelijk raken ze echter beiden financieel aan de grond, als ze ook geen geld meer vanuit Europa krijgen toegestuurd. Uiteindelijk komen Frank en Bertie weer terug in Nederland, waar ze samen een klein woninkje aan het strand van Scheveningen betrekken.
Op een dag komt Frank bij toeval Eve weer tegen, die samen met haar vader in Scheveningen is. Eerst vragen ze elkaar om vergiffenis. Als Frank later Eve herinnert aan zijn spijtbrieven, blijkt dat Eve niets van het bestaan van deze brieven weet. Frank en Eve begrijpen nu dat er iets vreemds aan de hand is. Als Frank Bertie even later ondervraagt, wordt eindelijk duidelijk hoe de vork in de steel zit. Bertie smeekt Frank nog om vergiffenis, maar Frank is zo uitzinnig van woede dat hij Bertie ter plekke doodslaat. Eve komt net te laat binnen om Frank nog tegen te houden.
Frank geeft zichzelf aan bij de politie en belandt twee jaar in de gevangenis. Nadat hij zijn straf heeft uitgezeten, ziet hij Eve weer af en toe. Eve en Frank maken eerst plannen om alsnog te trouwen, maar ze beseffen allebei dat dat niet kan; Eve houdt nog steeds van Frank, maar is tegelijk eigenlijk bang dat hij ook haar zal vermoorden. Frank ziet dit van zijn kant ook in. Ook kunnen ze geen van beiden Bertie uit hun hoofd zetten. Sir Archibald wil bovendien niet dat zijn dochter met een moordenaar trouwt. 
Met zowel Frank als Eve gaat het mentaal steeds slechter. Uiteindelijk besluiten ze om in het huis van Eves vader tegelijkertijd zelfmoord te plegen, door samen een flesje met vergif dat Frank stiekem heeft meegenomen in te nemen. Als Frank op het allerlaatste moment toch weer twijfelt probeert hij het flesje nog stuk te gooien, maar het blijft heel. De twee sterven uiteindelijk in elkaars armen, net voordat Sir Archibald verontrust de kamer binnenkomt.

## Thema's
In het verhaal wordt regelmatig en op meerdere manieren verwezen naar het noodlot dat de personages treft. De hoofdpersonages vertellen herhaaldelijk over zichzelf dat ze in bepaalde opzichten zwak zijn, terwijl het lot nu eenmaal zo heeft beschikt. 
Bertie bedenkt eerst dat Frank zonder zijn toedoen niet naar Noorwegen zou zijn afgereisd, en daar dus ook Eve niet zou hebben ontmoet. Later, bij zijn bekentenis aan Frank over het achterhouden van de brieven, verklaart Bertie dat hij in feite niets anders had kunnen doen, omdat hij nu eenmaal is zoals hij is geboren. Ook aan het einde van het verhaal speelt het noodlot een belangrijke rol; Eve probeert het flesje vergif van Frank aanvankelijk nog stuk te gooien. Het flesje blijft echter heel, waarop Eve besluit dat het noodlot kennelijk zo heeft beschikt. Daarom drinkt zij zelf als eerste het vergif.
Zowel aan het einde van het verhaal als Frank en Eve zelfmoord plegen, als aan het begin van het verhaal wanneer ze in Noorwegen zijn en op elkaar verliefd worden, woedt er een hevige storm. De eerste keer in Noorwegen krijgt Eve bij het uitbreken van de storm het gevoel dat ze door het noodlot getroffen wordt. In de loop van het verhaal herinnert ze zich dit moment herhaaldelijk.
Het verhaal kan verder worden opgevat als een verslag van de manier waarop uiteenlopende temperamenten (die van Frank, Bertie en Eve) op elkaar inwerken en zo een reeks gebeurtenissen in gang zetten. Een ander belangrijk thema zijn de verschillende manieren waarop het begrip "menselijkheid" invulling krijgt bij elk van de personages: bij Frank is dit vooral het moeten onderdrukken van instinctieve liefde, bij Bertie het toegeven aan zwakte en onstandvastigheid. Er wordt tevens de indruk gewekt dat Bertie homoseksueel is – iets wat in Couperus' tijd nog een groot taboe was –, al wordt dit nergens in het verhaal expliciet gemeld.

## Inspiratiebronnen
Het verhaal vertoont enige gelijkenis met Spoken van de Noorse toneelschrijver Henrik Ibsen.
Het gegeven dat een vermoorde ondanks zijn fysieke afwezigheid de hereniging van twee geliefden in de weg staat en de dubbele zelfmoord zijn door Couperus ontleend aan de roman Thérèse Raquin van Émile Zola.

## Bibliografische gegevens
De roman verscheen voor het eerst in twee afleveringen in De Gids: 54e jrg., oktober 1890, p. 1-66 en 54e jrg., November 1890, p. 177-234. De tekst is gedateerd mei 1890.
De uitgever van Couperus' eerste roman Eline Vere (eerste druk 1889; reeds in 1890 verscheen een tweede druk), P.N. van Kampen & Zn te Amsterdam, nam de “onbegrijpelijk kortzichtige” beslissing om Noodlot (en dus ook het latere werk van Couperus) niet uit te geven. Ook een plan om de roman op een andere manier uit te geven strandde. Daarover schrijft Couperus op 22 juli 1890 aan zijn vriend Netscher: “Mijn Noodlot verschijnt niet als premie van het Nieuws; de heeren vonden het te akelig voor hunne abonné's en ze hebben au fond gelijk.” Uiteindelijk werd Noodlot in oktober 1890 in De Gids gepubliceerd (die overigens ook door Van Kampen werd uitgegeven). Daarna verscheen het in 1891 in boekvorm bij Elsevier. Het besloeg 211 pagina's. Een tweede druk verscheen in 1893.
In 1898 nam L.J. Veen de uitgave van het boek over. De vierde druk bij deze uitgeverij verscheen in 1905; de vijfde in 1917; de zesde in 1918 en de zevende in 1925.

### Vertalingen
Een Engelse vertaling door Clara Bell verscheen in 1891 onder de titel Footsteps of fate bij W. Heinemann te Londen. Oscar Wilde, die de vertaling had gelezen, heeft Couperus er in een brief mee gecomplimenteerd.
In 1892 verscheen een Duitse vertaling van Paul Raché onder de titel Schicksal bij Deutsche Verlags-Anstalt, Stuttgart. Herziene en aangevulde uitgave: ISBN 978-3-753-42735-5, Norderstedt, BoD – Books on Demand, 2023.
In 1899 werd het boek door Gustaf Uddgren in het Zweeds vertaald onder de titel Under Vänskapens ok. (uitg. C. en E. Gernardts, F.A., Stockholm). Er verscheen ook een Hongaarse vertaling, Végzet, bij Singer és Wolfner, Budapest (z.j.).

## Bewerkingen
In 1982 werd het verhaal door Walter van der Kamp bewerkt tot een stuk voor televisietoneel. De hoofdrollen werden hier vertolkt door Lex van Delden (Bertie), Jeroen Krabbé (Frank) en Linda Van Dyck (Eve).
Een lent van vaerzen · De schoone slaapster in het bosch · Orchideeën. Een bundel poëzie en proza · Eline Vere · Noodlot · Extaze. Een boek van geluk ·  Eene illuzie · Majesteit · Reis-impressies · Wereldvrede · Williswinde · Hooge troeven · De verzoeking van den H. Antonius. Naar Gustave Flaubert. Fragmenten · Metamorfoze · Psyche · Fidessa · Langs lijnen van geleidelijkheid · De stille kracht · Babel · Imperia · De boeken der kleine zielen. De kleine zielen · De boeken der kleine zielen. Het late leven · De boeken der kleine zielen. Zielenschemering · De boeken der kleine zielen. Het heilige weten · Over lichtende drempels · God en goden · Dionyzos ·  De berg van licht · Van oude menschen, de dingen, die voorbij gaan... · Aan den weg der vreugde · Incantatie. Van een stervenden genius · Van en over mijzelf en anderen. Eerste bundel · Van en over mijzelf en anderen. Tweede bundel · Van en over mijzelf en anderen. Derde bundel · Van en over mijzelf en anderen. Vierde bundel · Antieke verhalen. Van goden en keizers, van dichters en hetaeren · Korte arabesken · Antiek toerisme. Roman uit Oud-Egypte · De zwaluwen neêr gestreken... · Schimmen van schoonheid · Uit blanke steden onder blauwe lucht. Eerste bundel · Uit blanke steden onder blauwe lucht. Tweede bundel · Herakles · Van en over alles en iedereen · De ongelukkige · De tweelingbroeders. Jambische bewerking van Plautus' Menaechmi · De Komedianten · Jan en Florence · Wreede portretten · Der dingen ziel · Brieven van den nutteloozen toeschouwer · Legende, mythe en fantazie · De verliefde ezel · De betooveraar · Elyata · De Ode · Xerxes of de hoogmoed · Iskander. De roman van Alexander den Groote · Lucrezia · Met Louis Couperus in Afrika · De ring en de prins · Oostwaarts · De oude trofime · Proza. Eerste bundel · Proza. Tweede bundel · Proza. Derde bundel · Het zwevende schaakbord · Het snoer der ontferming en Japansche legenden · Nippon · Romantisch avontuur · Il Mago · De binocle · De naumachie · Via Appia · De tooveressen. Tweede idylle van Theokritos · Nagelaten werk · Endymion · Sabijnsche-maagdenroof · Kindersouvenirs · Een Hagenaar terug in Den Haag · Herinneringen aan de lente · Kinderkamer · De Nachten · De Vonk · De antieke verhalen · Modern toerisme · Een ster · Toen ik een kleine jongen was... ·  Een zieltje · Zijn aangenomen zoon · Vitruvius' Tien boeken over de bouwkunst · Ontroering